# Philippe Desloubières
Philippe Desloubières est un sculpteur français né à Paris le 1er octobre 1950.
Il réside à Woignarue (Somme) et travaille également aux ateliers Les Arches à Issy-les-Moulineaux.

## Biographie

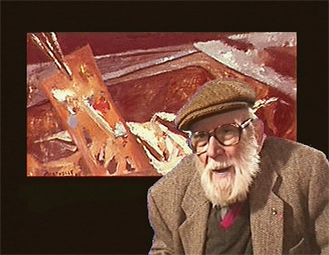
Jean Bertholle

Philippe Desloubières entre en 1972 à l'École nationale supérieure des beaux-arts de Paris où il est l'élève de Jean Bertholle pour l'art monumental et d'Albert Lenormand pour l'art de la fresque), en même temps que ses dessins sont remarqués d'Étienne-Martin.
Dans un premier temps, Philippe Desloubières s'engage dans un travail de mise en scène et d'installations à caractère sociopolitique où des objets d'apparence hétéroclite — des jouets, entre autres — côtoient des matériaux divers. Dans un second temps, il assemble du métal ouvragé, de la pierre roulée de rivière et du bois, façonnant un équilibre où s'insinue un sentiment d'instabilité et de précarité.
En 1999, il se rend à Harare dans le cadre d'échanges d'artistes organisés par une institution privée du Zimbabwe, puis en Corée du Sud en 2001 pour la réalisation d'une sculpture monumentale.
À compter de 2010, utilisant l'acier Corten comme matériau de prédilection, Philippe Desloubières conçoit une suite de sculptures intitulées Entre nous avant de lier son œuvre au concept de Germination. Le processus de la germination — qu'il soit indéfiniment végétal ou animal —, avec ce qu'il sous-tend de fécondante dualité masculin-féminin, lui servant de modèle, les œuvres portent l'idée de « double », se créent l'une à la suite de l'autre, ainsi que leurs titres (Germination 1, Germination 2…) le signifient en les situant dans une chronologie. Offrant à Jean-Louis Poitevin d'y ressentir « ambivalence et ambiguïté », à Jean-Pierre Delarge d'y voir une « schématisation à la Jean Arp », chacune d'entre elles fige un état de la maturation, la réalisation de l'une engageant dialectiquement la forme de la suivante : « chacune, explique Philippe Desloubières, est comme un arrêt sur image dans l'ensemble du développement ». Jean-Mary Thomas rejoint cette approche de l'œuvre : « La diversité des espèces, leur ambiguïté sexuelle et leur transformation dans les différents cycles de leur croissance sont un “terreau” favorable à la réalisation de formes “mutantes” ».
Desloubières décrit son travail ainsi : « J'utilise l'acier. Bien que de fabrication industrielle, aucun autre matériau n'a pour moi ce caractère vivant, cette sensuelle densité. J'aime ce paradoxe. Mes sculptures ont des formes plutôt organiques, simples, sans anecdote. Elles peuvent évoquer des espèces, des genres indéfinis : féminin, masculin, végétal, animal et humain s'y retrouvent. L'équilibre, le rapport à l'espace lié à leur monumentalité, l'aspect de la matière parfois oxydée, peinte ou patinée, parfois lisse ou granuleuse, la ligne exclusivement courbe et le volume totémique ou au contraire déployé à l'horizontale sont leurs composantes. »

## Expositions

### Expositions personnelles
- Galerie Pierre, Paris, 1999.
- Pierre Gallery, Harare, 2000.

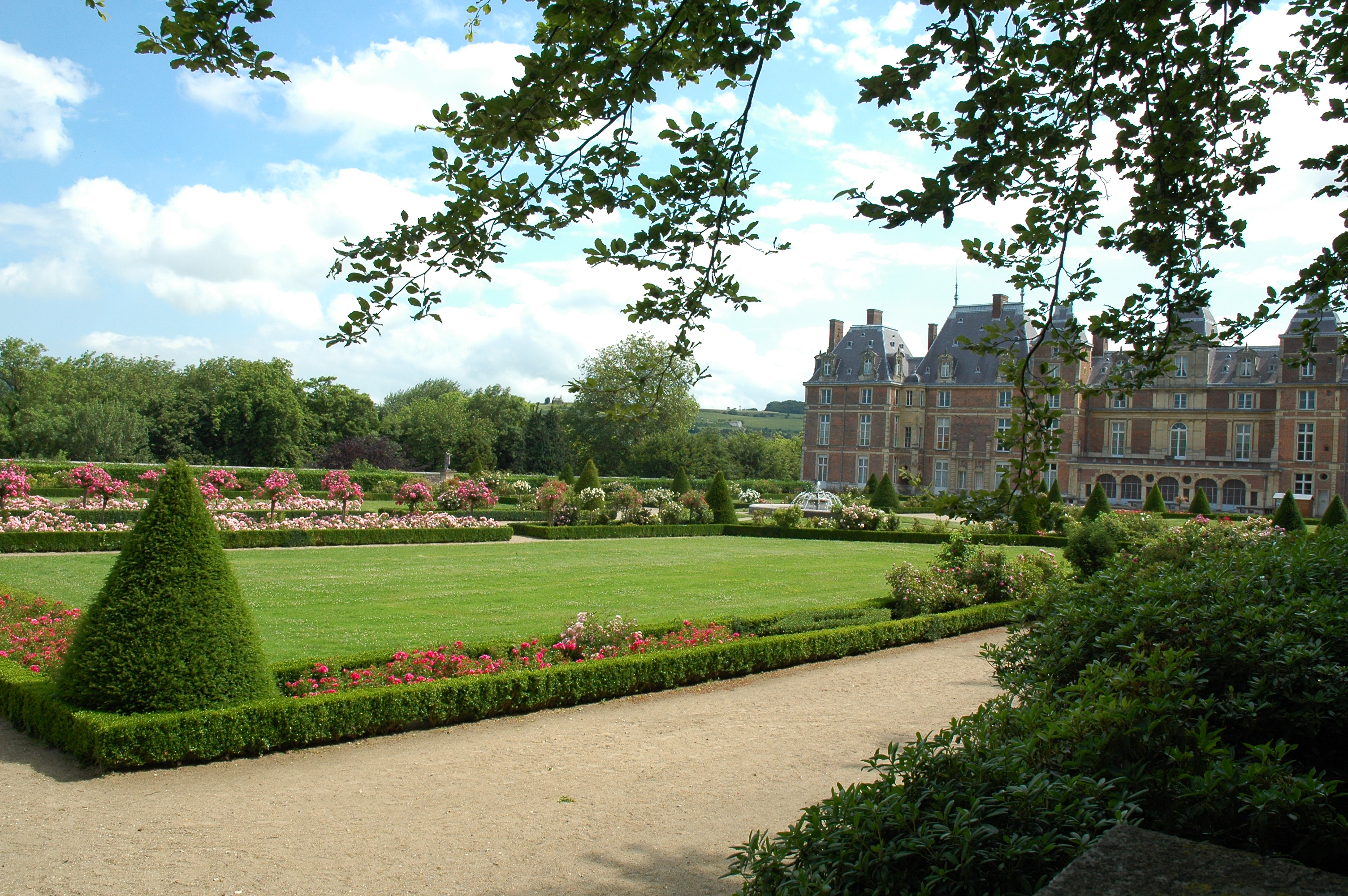
Parc du château d'Eu, 2013

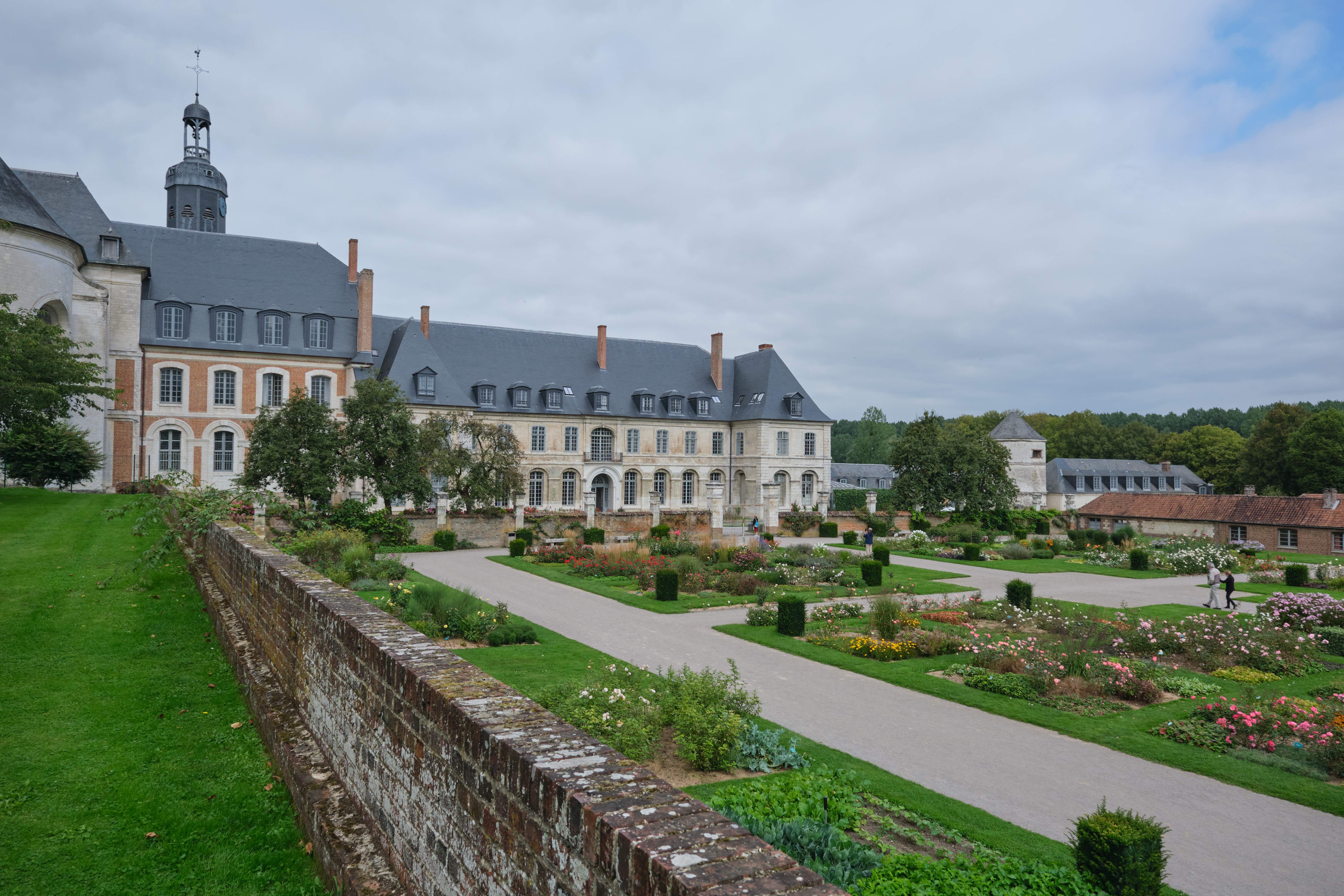
Jardins de Valloires, Argoules, 2017

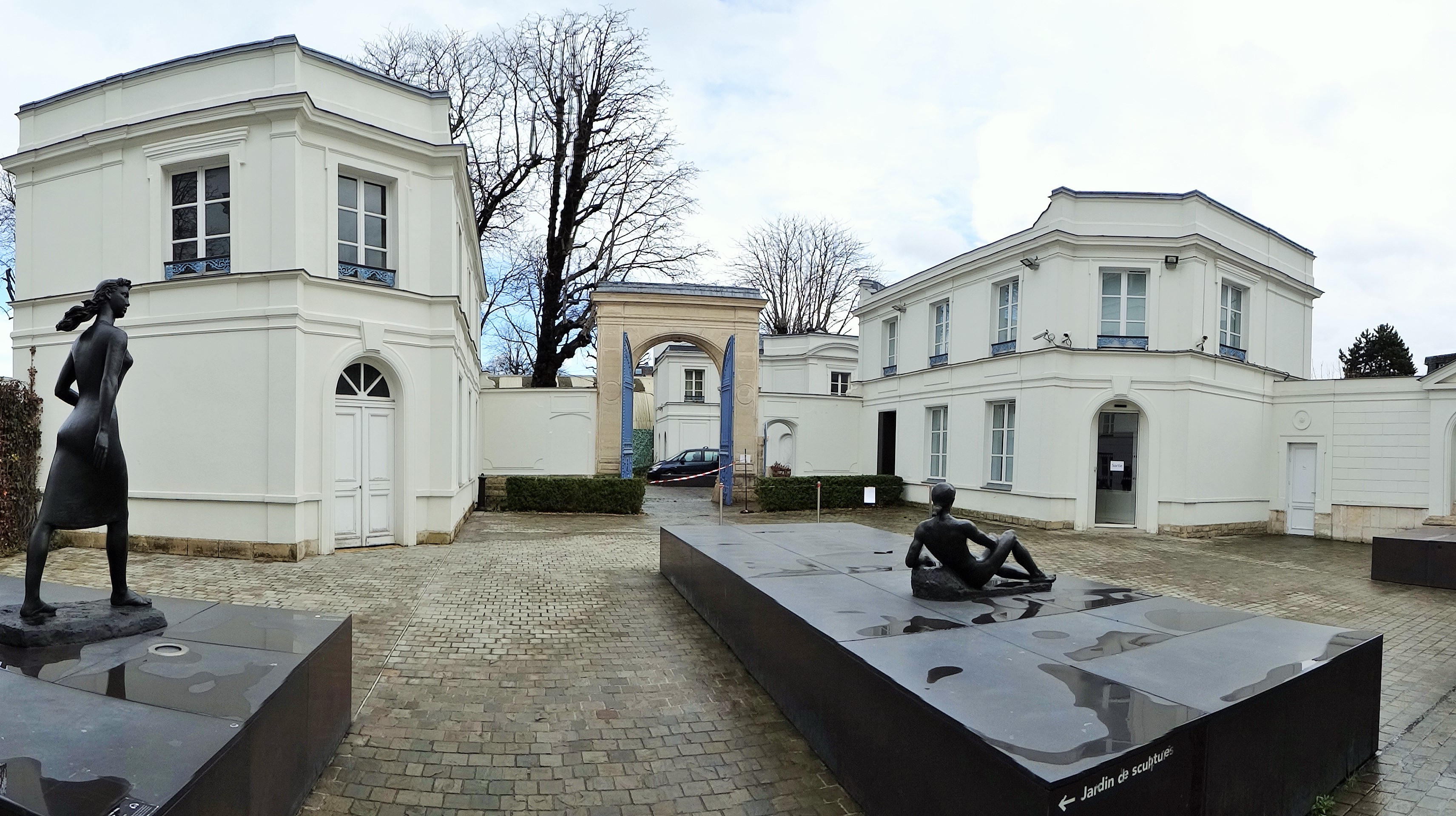
Musée Paul-Belmondo, Boulogne-Billancourt, 2018

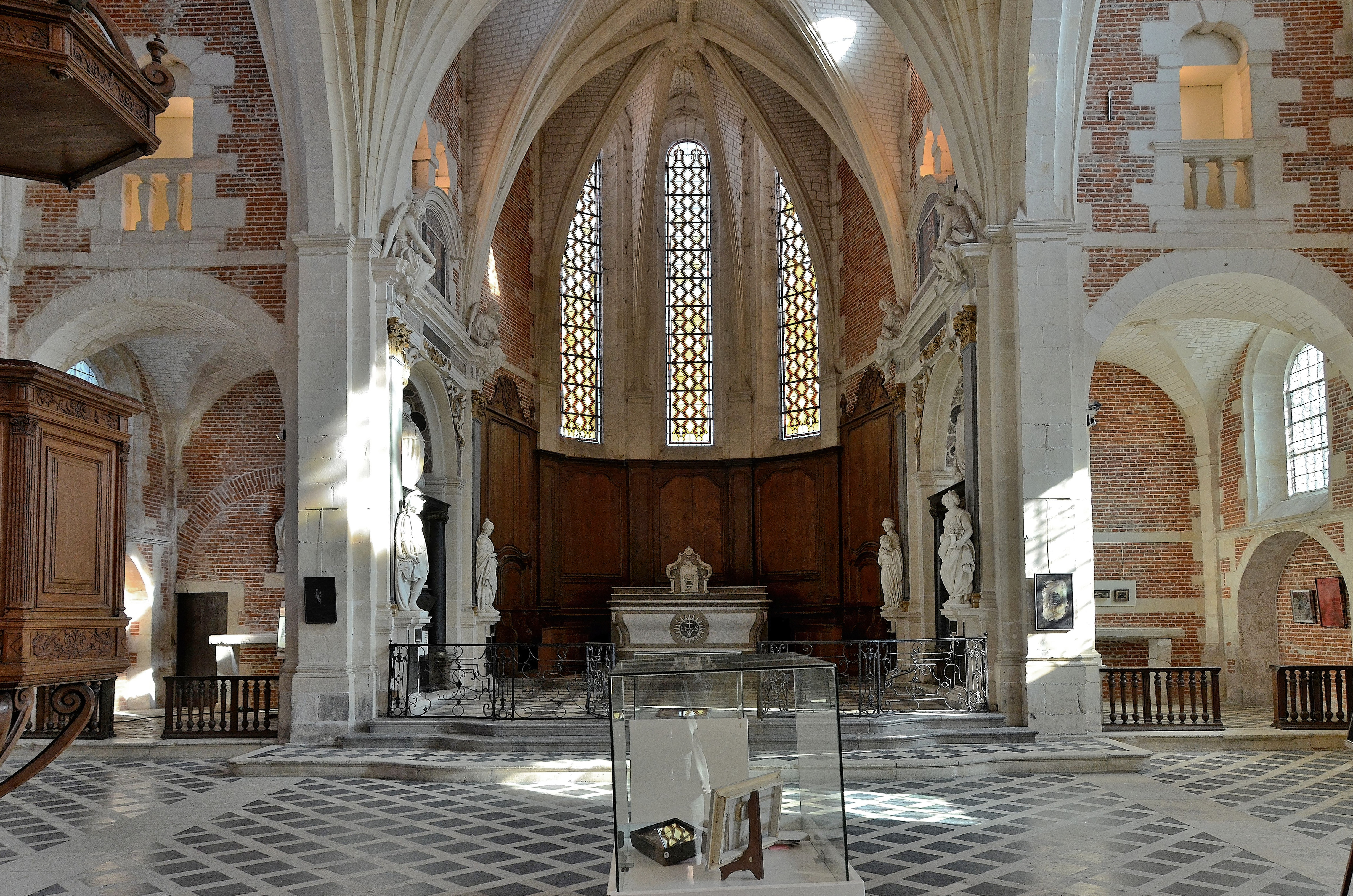
Chapelle du collège des Jésuites d'Eu, 2022

- Galerie Regard croisés, Paris, 2003.
- Galerie Mille Plateaux, Paris, 2006.
- Hôtel de Mézières, Eaubonne, 2006.
- Philippe Desloubières (sculptures) et Patrick Poulain (photographies), Le Bien-Venant, Domvast, mai-octobre 2006[6].
- Galerie JMD, Paris, 2009.
- Galerie de l'Entrepôt, Paris, 2009.
- Domaine de Samara-Picardie, 2009.
- Les Germinations de Philippe Desloubières, chez David Prot, Marché Serpette, 4e Mondial de l'antiquité, Puces de Saint-Ouen, 2009[7].
- Skoufa Gallery, Athènes, 2010.
- Espace Jacques-Prévert, Mers-les-Bains, 2010.
- Fondation Datris, L'Isle-sur-Sorgue, 2010, 2011, 2014.
- Galerie Réjane Louin, Locquirec, mars-mai 2010 (avec Dominique De Beir)[8], 2011, 2013, 2014.
- Absolute Art Gallery, Knokke, 2012, 2013, 2014, 2015[9], juin-juillet 2016.
- We are different, Bruxelles, 2012.
- Huit sculptures monumentales de Philippe Desloubières, les jardins du Carmel, Abbeville, 2012.
- Leonhard's Gallery, Anvers, 2013[10].
- Philippe Desloubières et Jean-Marc Thommen, Centre d'art de l'Atelier Blanc, Villefranche-de-Rouergue, mai-juin 2013[11],[12],[13].
- Six sculptures monumentales de Philippe Desloubières, parc du château, Eu (Seine-Maritime), 2013[14],[15].
- Philippe Desloubières (sculptures) et Jean-François Provost (peintures), Espace Jacques-Prévert, Mers-les-Bains, janvier-février 2014[16].
- Wesrkapelle, West-Vlaanderen (Absolute Art Gallery, Knokke), janvier-mars 2014[17].
- Espace Monte-Cristo, Paris, 2014.
- Galerie Jean Greset, Besançon, 2014.
- Galerie Ammarrage, Saint-Ouen, 2014.
- Centre d'art la Couleuvre, Saint-Ouen, 2014.
- Moments artistiques, galerie Christian Aubert, Paris, 2014.
- Philippe Desloubières (sculptures) et Catherine Larré (photographies), galerie Réjane Louin, Locquirec, avril-juin 2015[18].
- Philippe Desloubières - Germination, Lieu d'art contemporain La Mouche, domaine de Pradines le Bas, Béziers, juin-septembre 2017[19].
- Germination, jardins de Valloires, Argoules, juillet-septembre 2017[20].
- Germinations - Sculptures, galerie Arnaud Biard, Boulogne-Billancourt, mai-juin 2018[21].
- Philippe Desloubières - Germinations, sculptures, musée Paul-Belmondo, Boulogne-Billancourt, mai-novembre 2018[22].
- Sculptures en plein air - Philippe Desloubières, falaise de Mers-les-Bains, été 2022[23].
- Oumuamua ? par Philippe Desloubières, chapelle du collège des Jésuites d'Eu, novembre 2022 - janvier 2023.

### Expositions collectives
- Galerie Le Comte de Rouël, Toulouse, 1982.
- Salon de la figuration critique, Paris, 1986.
- Salon d'art contemporain de Saint-Cloud, 1998.
- MAC 2000, Paris, 2003.
- Paris-Harare-Paris: Philippe Berry, Fanizani Akuda, Colleen Madamombe, Richard Mteki ; Lameck Bonjisi (en), Zephaniah Tshuma, Richard Di Rosa, Philippe Desloubières, Olivier Sultan, Martial Verdier, musée des Arts derniers, 28, rue Saint-Gilles, Paris, 2003.
- Salon du Vésinet, 2005, 2014, 2015.
- Exposition-manifeste organisée à l'occasion du 41e anniversaire de l'enlèvement et de l'assassinat de Mehdi Ben Barka, Ligue des droits de l'homme, rue Francis-de-Pressensé, Paris, février-mars 2007[24].
- Live in Picardie, musée de Soissons, 2009.
- Art Sénat, Jardin du Luxembourg, Paris, 2009[25].
- Les stèles de la création, église de la Madeleine, Paris, 2009[26].
- Lille Art Fair. Foire internationale d'art contemporain, stand galerie Van Menseel, Lille, 2009.
- Citadella Centre for Culture and Arts, Gozo (Malte), 2009.
- Beelden Tentoonstelling Auxiliatrix Park, Venlo, 2010.
- L'art dans les jardins, Metz, 2010[27],[28].
- Linéart, Valerie Van Menseel, Gand, 2010.
- Interart Beeldentuin, Heeswijk-Dinther, 2010.
- Cent-cinquantième anniversaire de L'Angélus de Millet, Barbizon, 2010.
- Polyptyque, musée français de la carte à jouer, Issy-les-Moulineaux, septembre-novembre 2010[29].
- Les Rencontres du Hauvel, le jardin du Hauvel, Saint-Hymer, 2011[30].
- Exposition en apesanteur, galerie 1161, Paris, mai-juin 2011, avec Agnès Pezeu.
- Escaut. Rives, Dérives. Festival international de sculpture contemporaine, Prouvy, mai-septembre 2011[31].
- Jardin des Arts. Sculptures monumentales, Parc d'Ar Milin, Châteaubourg, mai-septembre 2011[32].
- Sculpt'en Sologne. 2e Biennale de sculpture monumentale contemporaine, avec Gérard Lardeur, Odile de Frayssinet, Étienne Hajdu…, jardin de sculptures, Chaumont-sur-Tharonne, septembre 2011[33].
- Sculptures Plurielles, Fondation Villa Datris, 2011[34]
- Lille Art Fair. Foire internationale d'art contemporain, stand Absolute Art Gallery, Lille, 2013.
- Surprise surprise (Bernard Aubertin, Michel Seuphor, Claude Viallat, Philippe Desloubières…), galerie Jean Greset, Besançon, juin-août 2013[35].
- Biennale d'Issy-les-Moulineaux, septembre-novembre 2013.
- L'Origine du monde. Une proposition contemporaine, galerie Jean Greset, Besançon, galerie Maréchal, Ornans, Espace Zéro, l'Infini, Étuz, mai-août 2014[36].
- Raw Art Fair, Rotterdam, 2014.
- Art Up, Foire d'art de Lille (stand Absolute Art Gallery), février 2015[37].
- Atmosphère de transformation 11, Maison de la culture d'Amiens, mars-mai-2015[38].
- Mdina Cathedral Contemporary Art Biennale, Malte, 2015[39].
- Le végétal dans l'art, galerie Réjane Louin, Locquirec, avril-mai 2015[40].
- FEW. Fête de l'eau, Wattwiller, mai-juin 2015[41].
- Une partie de campagne à Saint-Briac, Saint-Briac-sur-Mer, juin 2015.
- Vivre avec… La collection Marie-Pierre Delœil, Art-Frontières, Hellemmes-Lille, juin-juillet 2015[42].
- Vivant végétal, La Cohue, musée des Beaux-Arts de Vannes, juin-octobre 2015[43].
- Sculpture en partage, Fondation Villa Datris, 2016[44]
- Paysages pas si sages. Douzième biennale d'Issy-les-Moulineaux, septembre-novembre 2017.
- Un jardin de sculptures à Locquirec. Guillaume Castel, Philippe Desloubières, Pierre-Alexandre Remy, jardin de l'église de Locquirec, juillet-septembre 2018.
- Fabula Natura. Philippe Desloubières, Agnès Pezeu, espace culturel Lucien-Prigent, Landivisiau, octobre-décembre 2018.
- Galerie Réjane Louin, Locquirec, juillet-septembre 2019 (Une exposition toute blanche ?), juillet-septembre 2020 (Flower Power), juin-septembre 2023 (Mon côté animal), juillet-août 2024 (Annoncer la couleur).
- Olivier De Coux, Philippe Desloubières - Sculptures monumentales, cloître de la cathédrale Saint-Tugdual de Tréguier, décembre 2019 - janvier 2020.

## Happening
- Cloc par Philippe Desloubières, expérimentation impromptue, création Anaïs Lelièvre, Wattwiller, 23 mai 2015[45].

## Citations

### Dits de Philippe Desloubières
- « En m'inspirant du végétal et parfois du monde animal sans les capter, je réalise des formes abstraites mais néanmoins évocatrices que chacun d'entre nous peut reconnaître sans précisément savoir ce que cela représente. L'évocation peut être multiple, elle est personnelle à chacun, ma sculpture les renferme toutes et plus encore car à travers sa forme, elle touche à notre identité. » - Philippe Desloubières[46]

### Réception critique
- « Ample et large, de face, de profil, indécise, la forme peut-être saisie comme l'ombre. Elle est envahissante et, par la matière aux nuances profondes, résonne comme si elle n'en finissait pas de nous placer à contre-jour. En effet, miroir, elle nous renvoie à l'enfance, images, bonshommes ou arbres de toute espèce. » - Nadine Cossin[47]
- « Ces sculptures monumentales inventent le mouvement. Une touche, une inclinaison les engage dans un ralenti cinématographique. Leur secret, une majestueuse lenteur, tient au dialogue du matériau noble, quelle qu'en soit l'échelle, en tension avec un rigoureux travail d'évacuation de la matière pour modeler le vide, un vide constitutif qui fait respirer l'espace. Le vide s'en trouve façonné de main d'artiste, enserré dans la tôle soudée, car ces pièces ne sont que rarement fondues, mais il est également le vide interstitiel montré, celui que désignent les duplications de Germinations. Ces figures ne font pas que nous toucher, ce qui serait réducteur, elles nous atteignent. » - Maïté Bouyssy[48]
- « En fait, les sculptures de Philippe Desloubières nous mettent face à un problème qui nous dépasse parce qu'il nous englobe. C'est celui de l'identité dans ce qu'elle touche de plus profond en nous. Le problème, c'est en fait celui de l'articulation entre les deux faces du monde qui sont comme le double l'une de l'autre. La première, c'est l'ambivalence. Etre ambivalent, c'est pouvoir dire “je suis ceci et cela, homme et poisson, arbre et tête”. La seconde, c'est l'ambiguïté. C'est pouvoir dire “je ne suis ni ceci ni cela, ni homme ni femme, ni animal ni végétal, ni matière ni esprit”. » - Jean-Louis Poitevin[2]
- « Les œuvres de Philippe Desloubières ne sont pas tant un déploiement qu'un dépliement. Leurs arêtes fines articulent des surfaces qui ne se découvrent que par déplacement, conjoignent des aplats épidermiques, mats ou luisants, sur lesquels glisse le regard. Aussi ne sont-elles pas écran au paysage où elles se trouvent placées, seraient-elles laquées de couleurs franches, unies, hardiment anti-naturalistes. Avec Philippe Desloubières, l'artefact n'impose pas son étrangeté. Il reprend au contraire sa place dans une parcelle du monde qui l'aurait vu naître et dont il serait la métaphore : la sculpture comme figure du monde vu de loin ou de très près. » - Jean-François Cocquet[49]
- « Il accomplit des sculptures dont le seul matériau est l'acier. L'artiste associe à cette matière froide une couleur laquée franche. De plus, s'ajoute, à ce paradoxe d'utilisation de la tôle, la forme du dessin. En effet, pour certains, son style fait allusion à une sculpture plutôt féministe. Philippe Desloubières donne à ses sculptures des figures à l'aspect organique, végétal, voire animal. Ses œuvres, destinées à être exposées en extérieur, émergent dans le paysage telles des pousses en plein développement. » - Siloé Pétillat[35]

## Récompenses
- Prix du Salon d'art contemporain de Saint-Cloud, 1998.
- Prix de sculpture du Salon MAC 2000, Paris, 2003.
- Prix de sculpture du Salon du Vésinet, 2005.

## Collections publiques
Corée du Sud
- Daegu.
- Séoul.

France
- Aix-les-Bains, Jardin Vagabond : Germination.
- Béziers, Fondation lieu d'art contemporain La Mouche.
- Chantilly[50].
- Courbevoie, La Fabrique, village Delage V12 Labourdette, sculpture monumentale[51].
- Issy-les-Moulineaux, jardin de la médiathèque.
- Massy, terrasses et jardins[52].
- Nanterre.
- Saint-Ouen-sur-Seine[53].

## Collections privées référencées
- Fondation Villa Datris, L'Isle-sur-la-Sorgue[54].
- Collection Berardo, Lisbonne[55].

### Filmographie
- Didier Debril, Philippe Desloubières - Le Delage V12 Labourdette, la mémoire industrielle en sculpture, reportage documentaire, 2024 (visionner en ligne - Source : YouTube ; durée : 14'13").